# Jean Poullain
Pour les autres membres de la famille, voir Famille Poullain.
Jean Poullain, écuyer, sieur de la Vincendière, fut conseiller du roi et premier avocat du roi au présidial de Nantes et maire de Nantes de 1661 à 1663.

## Biographie
Il est le fils de Pierre Poullain et d'Anne Bariller.
Il est conseiller du roi, premier avocat au siège présidial de Nantes.

### Municipalité
Sous-maire : 
- Ecuyer, Mathurin Giraud, Sr de la Bigeotière, Conseiller du Roi au Présidial.

Échevins :
- Priou, Sr de la Gandonnière, procureur au Présidial ;
- Guignard, Sr de Barsauvage, avocat à la cour, l'un des capitaines de la ville ;
- Lory, Sr de la Lardière, marchand de draps de soie ;
- Vilaine, Ecuyer, Sr de la Bastière, conseiller du roi, juge ordinaire et maître des eaux, bois et forêts du comté de Nantes ;
- De Faye, Sr de la Grignonnaye.

Giraud et Priou remplacés par les sieurs Forgeteau, Ecuyer, Sr de la Colletière, greffier de la Chambre, et Mesnard, Sr des Clos, marchand de draps de soie.